# Фот
Фот (венг. Fót) — город в центральной части Венгрии, в медье Пешт. Входит в Будапештскую агломерацию.

## Расположение
Фот находится приблизительно в 17 километрах к северу от Будапешта. Подножие Северовенгерских гор лежит на западе от него. Ближайшее поселение на запад — Дунакеси; на юго-восток — Чомад и Верешедьхаз; на восток — Модьород, а на юг — Будапешт. Высочайшая точка — расположенный рядом холм Шомйо, 287 метров над уровнем моря.

## Архитектура
В историческом центре города расположена примечательная католическая церковь Непорочного Зачатия, построенная между 1845-1855 годами, а также Дворец Каройи. Оба здания построены известным венгерским архитектором Миклошом Иблем.

## Население
| Год  | Численность | Численность |
| ---- | ----------- | ----------- |
| 2013 | 18 927      | [ 2 ]       |
| 2014 | 18 962      | [ 3 ]       |
| 2018 | 19 674      | [ 4 ]       |
| 2021 | 20 568      | [ 5 ]       |
| 2022 | 21 431      | [ 6 ]       |
| 2023 | 20 975      | [ 7 ]       |
| 2024 | 20 859      | [ 1 ]       |

## Города-побратимы

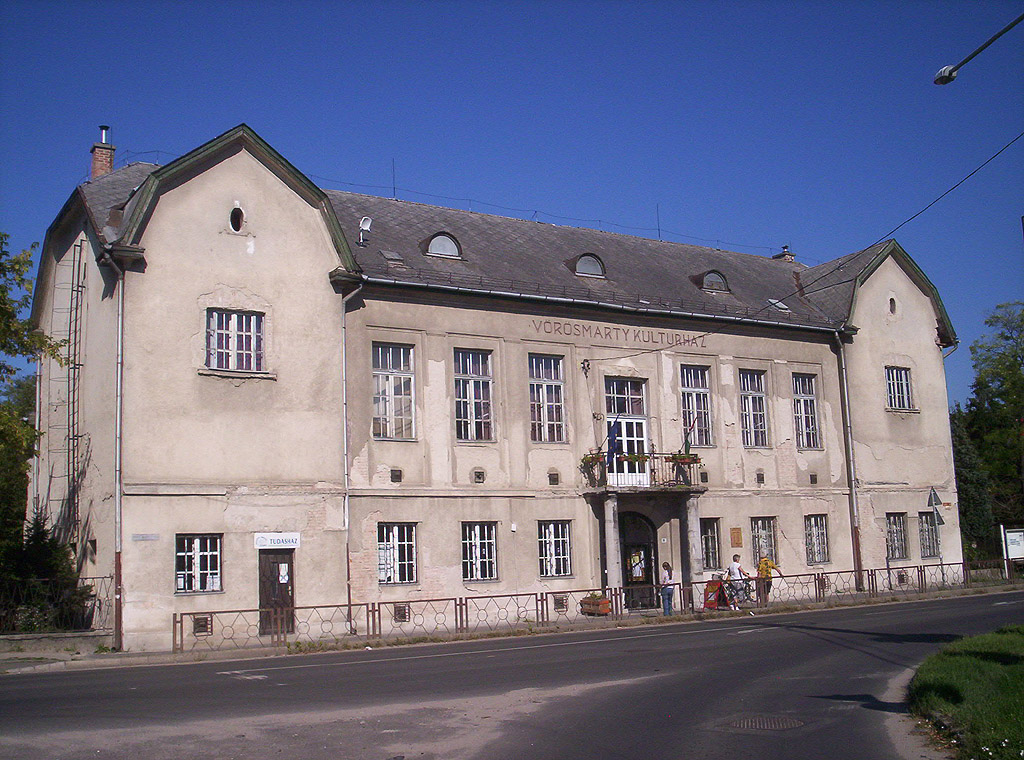
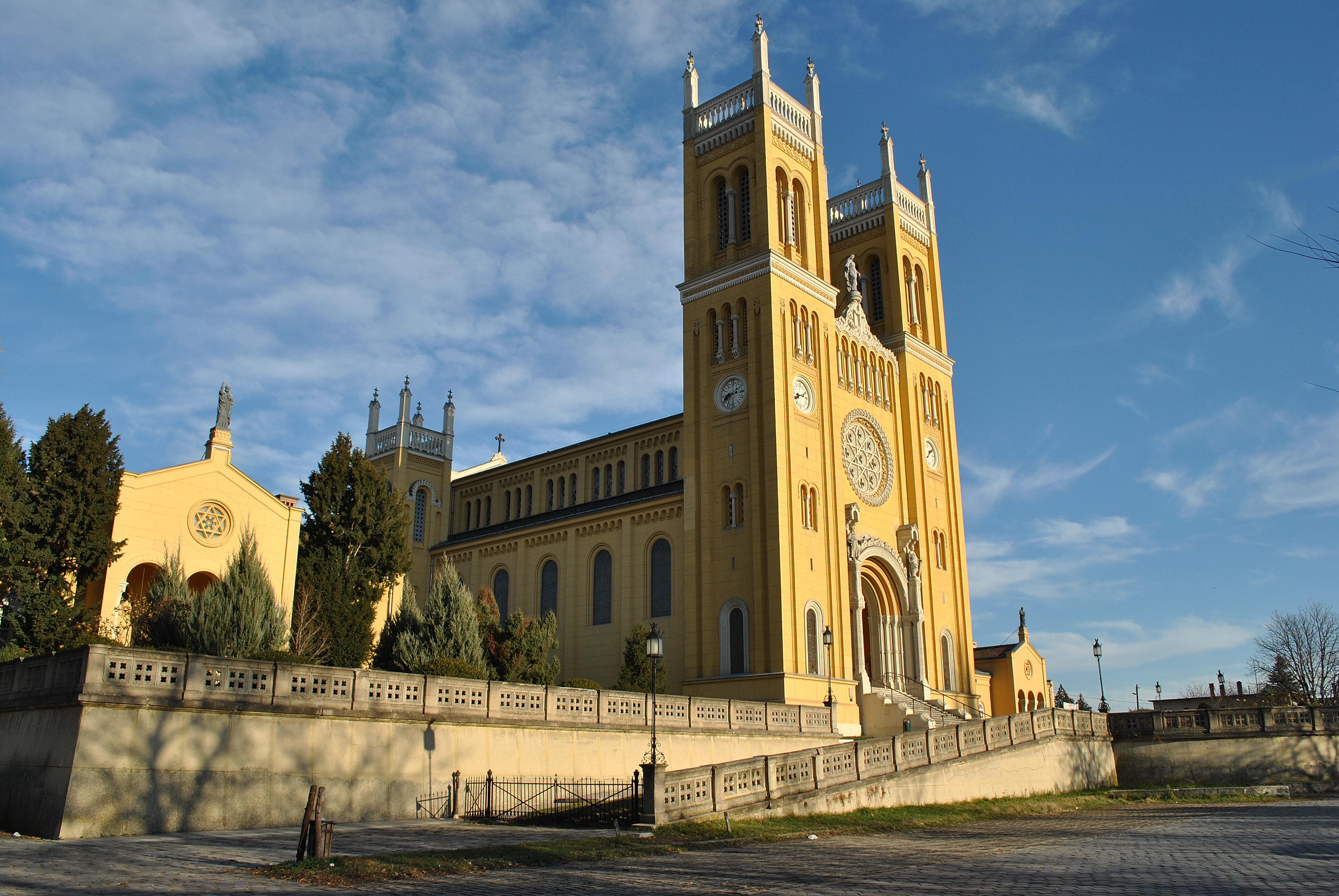

- Bălăușeri[вд], Румыния[8]
- Батьёво, Украина[8]
- Сан-Бенедетто-дей-Марси, Италия[8]